# هيديو دين
هيديو دين (بالكانا:でん ひでお) هو صحفي وسياسي ياباني، ولد في 9 يونيو 1923 في اليابان، وتوفي بنفس المكان في 13 نوفمبر 2009. حزبياً، نشط في الحزب الاشتراكي الديمقراطي الياباني. انتخب عضو مجلس المستشارين.